# Saison 2014-2015 du Montpellier Hérault Sport Club
Maillots
Chronologie
Saison précédente Saison suivante
La saison 2014-2015 du Montpellier Hérault Sport Club est la trente-troisième saison du club héraultais en première division du championnat de France, la sixième saison consécutive au sein de l'élite du football français. Cette saison est marquée par une volonté de renouvellement avec la mise en avant au club de joueurs issus du centre de formation.
Rolland Courbis, entraîneur de 60 ans, est à la tête du staff montpelliérain avec pour mission de relancer le club après une saison compliquée en s'appuyant principalement sur un centre de formation performant qui a permis l'éclosion de plusieurs jeunes joueurs très prometteur la saison précédente comme Rémy Cabella ou Benjamin Stambouli.
Cette nouvelle saison fait suite à une saison très décevante pour les supporteurs, puisque les Pailladins, surnom des joueurs du club, n'ont pas atteint les objectifs de la saison passée, faisant pale figure en coupe et ne brillant guère en championnat, puisque n'obtenant leur maintien qu'à quelques journées de la fin de la saison. Les objectifs pour cette nouvelle saison sont forcément plus modestes, Louis Nicollin ne visant une place dans les 10 meilleures équipes, les grands favoris pour le titre étant une nouvelle fois le Paris Saint-Germain et l'AS Monaco dotés de moyens financiers beaucoup plus importants.
Les Pailladins participent également durant la saison aux deux coupes nationales que sont la Coupe de France où ils sont éliminés dès leur entrée en lice par le Paris SG et la Coupe de la ligue, où ils sont également éliminés dès leur entrée en lice par l'AC Ajaccien qui joue pourtant en Ligue 2. Ces éliminations prématurées permettent au hommes de Rolland Courbis de se concentrer sur le championnat est de jouer la course à l'Europe jusqu'à l'avant dernière journée du championnat et leur défaite face au Paris Saint-Germain qui décroche son troisième titre consécutif lors de ce match. Le club héraultais termine ainsi à la septième place du championnat atteignant ainsi les objectifs fixés par la direction en début de saison.

## Avant saison

### Objectif du club
Lors de la reprise, le président Louis Nicollin annonce les objectifs du club en rappelant qu'il n'a pas été satisfait de la fin de saison dernière.

« On va essayer de faire mieux lors des matchs allers de cette saison que lors des matchs allers de la saison passée »

— Louis Nicollin
Rolland Courbis quant à lui est heureux d'entamer une nouvelle saison à la tête de cette équipe.

« Je suis heureux d'être l’entraîneur du MHSC et de pouvoir aider ce club pour qui j’ai beaucoup d’affection à mettre à nouveau en place un groupe performant »

— Rolland Courbis

### Transferts

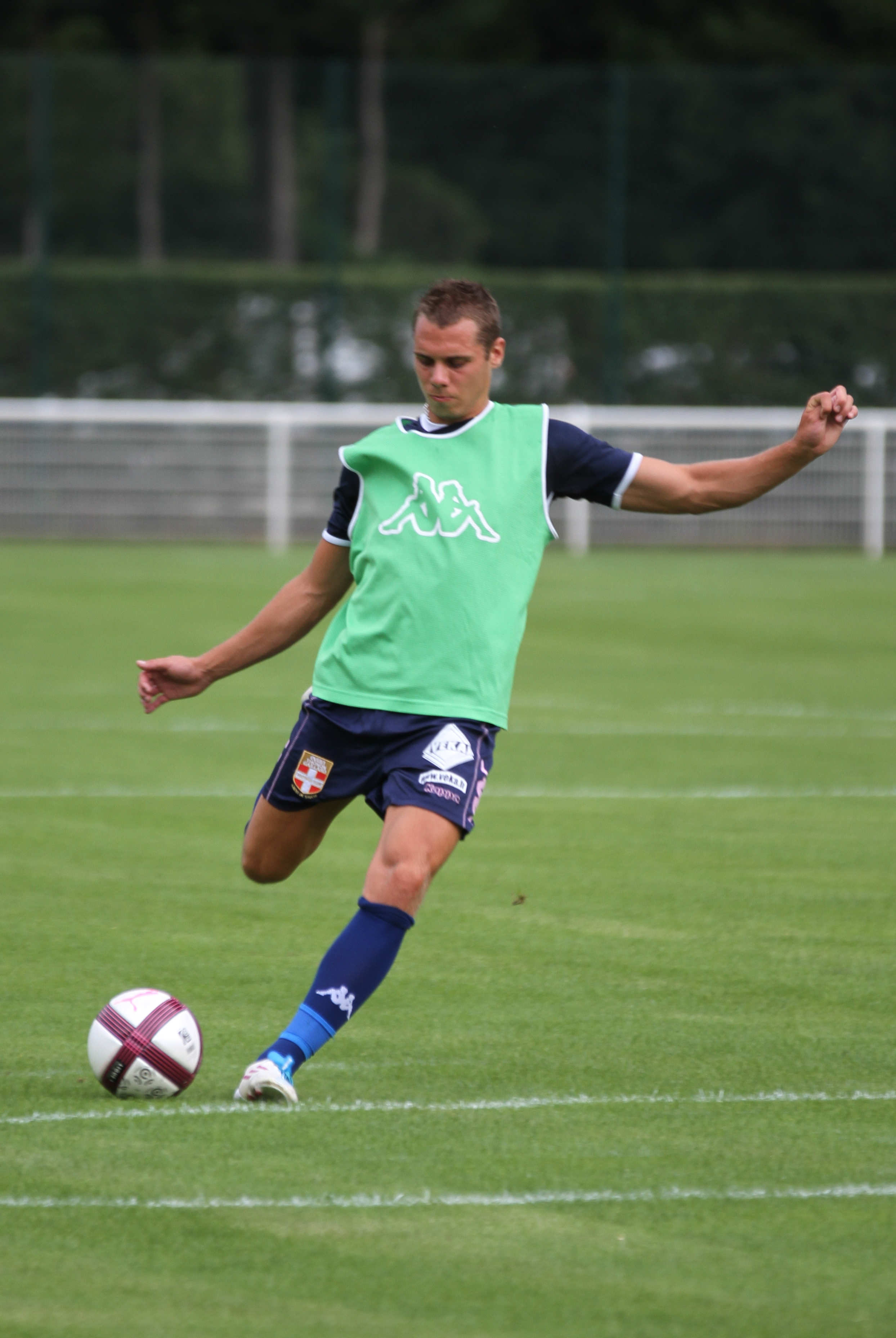
Kévin Bérigaud, première recrue du club.

Alors que Louis Nicollin a donné deux bons de sortie à Rémy Cabella et à Benjamin Stambouli, c'est cependant une recrue qui ouvre le bal du mercato estival au club, avec la signature de l'attaquant de l'Évian Thonon Gaillard FC, Kévin Bérigaud, qui a réalisé une bonne saison malgré la position délicate de son club. Cette première recrue a cependant été précédée le 5 mai 2014 par la levée de l'option d'achat du Péruvien Jean Deza qui était prêté par le club péruvien du CDU San Martín. Alors que Louis Nicollin négocie toujours le départ des deux espoirs héraultais, c'est une seconde recrue qui vient animer le mercato du Montpellier HSC en la personne de Paul Lasne, le milieu de terrain de l'AC Ajaccien.
Rolland Courbis fait également appel aux jeunes du centre de formation en offrant un premier contrat pro à trois jeunes joueurs issus du centre de formation, Steve Mounié, Quentin Cornette et Gianni Seraf. Le 3 juillet, le Montpellier HSC enregistre son premier départ après le retour de prêt de M'Baye Niang à l'AC Milan, avec la signature de Teddy Mézague au Royal Mouscron-Peruwelz. Le 14 juillet, le lendemain de la finale de la Coupe du monde durant laquelle il n'aura pas joué la moindre minute, Rémy Cabella annonce son départ pour le Newcastle United pour une somme avoisinant les dix millions d'euros. Ce départ est suivi par le départ de deux autres joueurs moins prestigieux, Jonathan Tinhan qui signe au FC Istres et Garry Bocaly qui signe à l'AC Arles-Avignon. Le 26 juillet, Louis Nicollin confirme que le mercato est terminé depuis l'arrivée du défenseur suisse Dylan Gissi le 24 juillet. Mais cette annonce n'avait comme but que de cacher les réelles ambitions du clubs, puisque le 12 août les dirigeants pailladins annoncent l'arrivée de l'international paraguayen de 29 ans, Lucas Barrios champion d'Allemagne avec le Borussia Dortmund, en prêt avec option d'achat. Le mercato montpelliérain se termine le 31 août 2014 avec le départ de Benjamin Stambouli pour le club anglais des Tottenham Hotspur, après avoir refusé des offres de l'Olympique de Marseille et de la Fiorentina.
Le 1er janvier 2015, le Montpellier HSC annonce la résiliation du contrat de Victor Hugo Montaño qui quitte le club après un an et demi au club. Le 20 janvier 2015, les dirigeants annoncent l'arrivée de Jérôme Roussillon, un jeune défenseur du FC Sochaux-Montbéliard qui est immédiatement prêté à son ancien club pour terminer la saison. Dans la foulée, les dirigeants font signer Florian Sotoca qui était en période d'essai au club depuis quelques semaines et laisse partir pour un prêt de six mois Jean Deza qui n'arrive toujours pas à s'adapter à sa nouvelle vie en France. En toute fin de mercato, les supporteurs pailladins voient arriver le Suisse Sébastien Wüthrich en provenance du FC Sion et laisse partir en prêt Yassine Jebbour à l'AS Varèse en Italie.

### Préparation d'avant-saison
Après le traditionnel stage à Mende de début de saison, l'équipe de Rolland Courbis a conclu cette semaine de préparation par un match amical face au Toulouse FC à Millau. Après une ouverture du score dès la 8e minute d'Anthony Mounier, les Toulousains ont pris l'avantage avant la pause en menant deux buts à un. Mais c'est une nouvelle fois Anthony Mounier qui a trouvé le chemin des filets pour obtenir un bon match nul face à une solide équipe toulousaine. Lors de son deuxième match de préparation face à l'AC Arles-Avignon, les Pailladins sont une nouvelle fois tenus en échec un but partout avec une nouvelle réalisation de l'incontournable Anthony Mounier.

## Compétitions

### Championnat
La saison 2014-2015 de Ligue 1 est la soixante-seizième édition du championnat de France de football et la treizième sous l'appellation « Ligue 1 ». La division oppose vingt clubs en une série de trente-huit rencontres. Les meilleurs de ce championnat se qualifient pour les coupes d'Europe que sont la Ligue des champions (le podium) et la Ligue Europa (le quatrième et les vainqueurs des coupes nationales). Le Montpellier HSC participe à cette compétition pour la trente-troisième fois de son histoire et la sixième consécutive depuis la saison 2009-2010.

#### Une entrée en matière intéressante - Journées 1 à 5
La compétition débutera le Vendredi 9 août 2014, avec en match d'ouverture pour les héraultais, une confrontation contre les Girondins de Bordeaux, puis suivra un déplacement face à l'Olympique de Marseille, un match à domicile face au FC Metz et un déplacement face au FC Nantes. Pour le premier match de la saison, les Montpelliérains sont trop timides et après 40 premières minutes compliquées, les hommes de Rolland Courbis sont menés un but à zéro grâce à Cheick Diabaté. Le reste du match va être tout autre puisque les Girondins vont craquer et ne doivent leur victoire qu'au manque de réalisme des Pailladins et à un bon Cédric Carrasso. Alors que se profile l'ogre marseillais entraîné par Marcelo Bielsa dit "le fou", peu de spécialistes donnaient une chance aux Pailladins de ramener un point du stade Vélodrome. Mais grâce à une prestation de haute volée d'Anthony Mounier, un but et une passe décisive pour Morgan Sanson, et un grand Geoffrey Jourdren, les Montpellièrains ont réalisé l'exploit en s'imposant pour la deuxième fois de leur histoire au vélodrome sur le score de deux buts à zéro. Les Palladins confirment dès la journée suivante en venant à bout du FC Metz sur le même score grâce à Siaka Tiéné et Souleymane Camara, mais sont surpris lors de la 4e journée par une vaillante équipe du FC Nantes qui s'impose un but à zéro contre le cours du jeu. Les Montpelliérains terminent cette série de cinq matchs juste après la trêve internationale par une courte victoire un but à zéro sur le FC Lorient, leur permettant de réaliser un meilleur début de saison que l'été dernier.

#### Un enchaînement délicat - Journées 6 à 11
Alors qu'une série de matchs cruciale se prépare durant l'automne, les pailladins entament celle-ci par un bon résultat en allant chercher le match nul zéro partout sur le terrain du Lille OSC, au terme d'un match qui aura mis en valeur les défenses, point fort des deux équipes en présence. Lors de la journée suivante, les Pailladins accueillent l'AS Monaco, équipe intraitable la saison passée qui n'est plus aussi dominatrice en ce début de championnat. Les Montpeliérains réalisent un bon match mais craquent dans les dernières minutes en encaissant un but de Valère Germain dans les arrêts de jeu. Les hommes de Rolland Courbis se ressaisissent lors du match suivant, le deuxième d'affilée à domicile, en battant l'EA Guingamp sur le score de deux buts à un grâce aux deux anciens que sont Souleymane Camara et Víctor Hugo Montaño, mettant en avant le manque criant d’efficacité devant le buts des recrues de l'intersaison. Les Pailladins montrent un beau visage la semaine suivante sur le terrain de l'OGC Nice et ne sont rejoints par les aiglons qu'en toute fin de match après l'ouverture du score par Vitorino Hilton, terminant ainsi sur un frustrant match nul un but partout, laissant un gout amer aux supporteurs. Après les terribles inondations rendant inutilisable le stade de la Mosson pendant plusieurs mois, les dirigeants de l'Olympique lyonnais accepte d'inverser la confrontation avec le club héraultais par solidarité. Mais si cette inversion permet aux Pailladins d'avoir plus de temps pour trouver une solution de repli, elle avantage également les Gones qui vont sur leur lancée balayer l'équipe de Rolland Courbis sur le score de cinq buts à un. Enfin, les Pailladins clôturent le mois d'octobre et leur série de trois matchs à l'extérieur par une nouvelle défaite un but à zéro sur le terrain du Stade de Reims.

#### Le sprint jusqu'à la trêve - Journées 12 à 19
Après une série de matchs très compliqués, les hommes de Rolland Courbis se relancent en s'imposant deux buts à zéro face à l'Évian Thonon Gaillard FC grâce à des réalisations de Kévin Bérigaud et d'Anthony Mounier, mais ne confirment pas lors de leur déplacement en Corse, en s'inclinant sur le score de deux buts à zéro chez le SC Bastia qui évolue pourtant sans entraîneur après le départ de Claude Makélélé. Les Pailladins continuent avec leur résultats en dents de scie en s'imposant lors de la journée suivante sur le score de deux buts à zéro face au Toulouse FC grâce à des réalisations de Souleymane Camara et d'Anthony Mounier, puis en étant accroché en déplacement par le SM Caen sur le score d'un but partout, Vitorino Hilton ayant ouvert la marque avant que Mathieu Duhamel ne ramène les deux équipes à égalité. Les deux journées suivantes semblent compliquées pour les hommes de Rolland Courbis, mais après une réception très compliquée de joueurs de l'AS Saint-Étienne en pleine confiance qui s'imposent deux buts à zéro, les Pailladins vont mettre un terme à la série de huit victoires consécutives à domicile du Stade rennais en écrasant les Bretons sur le score de quatre buts à zéro grâce notamment à un grand Anthony Mounier. Les Montpelliérains ne vont cependant pas confirmer lors de la journée suivante en étant tenus en échec par le RC Lens à domicile sur le score de trois buts partout en concédant l'égalisation dans les dernières minutes sur une erreur d’appréciation de Laurent Pionnier, mais ils réagissent plutôt bien en réalisant un petit exploit lors de la dernière journée des matchs aller en tenant en échec sur sa pelouse le Paris Saint-Germain, les privant ainsi du titre honorifique de champion d'automne.

#### Une nouvelle année prometteuse - Journées 20 à 26
Pour la reprise du championnat, les Montpelliérains frappent à nouveau un grand coup après le nul au Parc des Princes en battant l'Olympique de Marseille, leader de première division, deux buts à un grâce aux deux recrues du début de saison, Kévin Bérigaud et Paul Lasne et enchaînent avec un bon résultat à l'extérieur en s'imposant trois buts à deux sur la pelouse du FC Metz grâce à un festival de Lucas Barrios qui signe son premier coup du chapeau sous les couleurs pailladines, puis en écrasant le FC Nantes quatre buts à zéro dans un Stade de la Mosson en ébullition et en tenant à échec le FC Lorient au Stade du Moustoir sous une pluie battante sur le score de zéro partout. Malheureusement, les hommes de Rolland Courbis se font piéger lors de la journée suivante par le Lille OSC, l'équipe de leur ancien coach, René Girard, sur le score de deux buts à un, la réduction du score interventant dans les arrêts de jeu par l'intermédiaire de Bryan Dabo, puis voient le choc face à l'AS Monaco repoussé à cause de la mauvaise météo sur la côte d'Azur. Malgré ses aléas, les Montpelliérains reprennent leur marche en avant lors de la vingt-sixième journée en s'imposant chez l'EA Guingamp deux buts à zéro grâce à Morgan Sanson et Kévin Bérigaud. Lors du match en retard qui les oppose à l'AS Monaco, les hommes de Rolland Courbis tiennent en échec les Monégasques sur leur pelouse sur le score de zéro partout.

#### Vers la course à l'Europe - Journées 27 à 32
En ce début de mois de mars, les Montpelliérains se lancent dans la lutte pour une qualification européenne en débutant par une série de trois matchs à domicile. Le premier match face à l'OGC Nice est bien négocié puisque les Pailladins s'imposent deux buts à un après pourtant avoir été menés au score, mais l’impensable se reproduit, après avoir lourdement chuté lors du match aller, les hommes de Rolland Courbis sombrent une nouvelle fois face à l'Olympique lyonnais sur le score de cinq buts à un après avoir pourtant ouvert le score. Les Pailladins se ressaisissent dès la journée suivante pour leur troisième match consécutif à domicile en battant le Stade de Reims trois buts à un grâce notamment à un doublé de Lucas Barrios, mais n'arrivent pas à confirmer en déplacement contre l'Évian Thonon Gaillard en s'inclinant un but à zéro en Savoie. Les derniers matchs avant le sprint final sont décisifs pour connaitre les enjeux de cette fin de saison, et les Montpelliérains négocient bien le premier en battant trois buts à un le SC Bastia grâce à deux pénalties marqués en moins de trois minutes, mais échouent lors de leur déplacement contre le Toulouse FC sur le score d'un but à zéro, scellant définitivement les espoirs des dirigeants de jouer l'Europe la saison suivante.

#### Le sprint final - Journées 33 à 38
En cette fin de mois d'avril, les Pailladins lancent au mieux leur sprint final en battant un but à zéro le SM Caen avant d'affronter un de leurs adversaires directs pour les places européennes, l'AS Saint-Étienne. Malheureusement, les hommes de Rolland Courbis malgré un match plein, manquent d’efficacité et laissent s'échapper les verts en s'inclinant un but à zéro, avant d'être mis en défaut à domicile par le Stade rennais sur le score de zéro but à zéro. Les Pailladins se relancent lors de la journée suivante et maintiennent un maigre espoir de se qualifier pour une coupe européenne en s'imposant chez le RC Lens, déjà relégué, mais voient leurs derniers espoirs de coupe d'Europe s’envoler lors de la journée suivante en s'inclinant deux buts à un face au Paris SG qui obtient lors de ce match son troisième titre de champion consécutif. Lors de l'ultime journée de championnat, les Pailladins ont l'honneur d'être la première équipe à défier les Girondins de Bordeaux dans leur nouveau stade, ils s'inclinent deux buts à un, résultat qui n'a aucune conséquence sur le classement des deux clubs.

### Classement final et statistiques
Le Montpellier HSC termine le championnat à la septième place avec 16 victoires, 8 matchs nuls et 14 défaites. Une victoire rapportant trois points et un match nul un point, le MHSC totalise 56 points soit vingt-sept points de moins que le club sacré champion, le Paris Saint-Germain. Les Montpelliérains possèdent la neuvième meilleure attaque du championnat, la cinquième défense. Le MHSC est la seizième meilleure équipe à domicile du championnat (35 points), et la neuvième à l'extérieur (21 points). Le club termine première place du classement du fair-play établi par la Ligue de football professionnel, avec 51 cartons jaunes et 1 carton rouge.
Le Paris Saint-Germain est qualifié pour la phase de groupes de la Ligue des Champions 2015-2016 ainsi que l'Olympique lyonnais qui occupe la deuxième place. L'AS Monaco, qui finit troisième, participera au troisième tour de la compétition pour tenter d'accéder à la phase de groupes. Le vainqueur de la coupe de France, obtient sa qualification pour la phase de groupes de la Ligue Europa 2015-2016. Les deux dernières places qualificatives pour cette compétition (barrages) reviennent respectivement à l'Olympique de Marseille et à l'AS Saint-Étienne, quatrième et cinquième du championnat, le vainqueur de la coupe de la Ligue étant le Paris Saint-Germain. Les trois clubs relégués en Ligue 2 2015-2016 sont l'Évian Thonon Gaillard FC après quatre ans au plus haut niveau ainsi que le FC Metz et le RC Lens qui redescendent après une seule saison en première division.
| Rang | Équipe                 | Pts | J  | G  | N  | P  | Bp | Bc | Diff |
| ---- | ---------------------- | --- | -- | -- | -- | -- | -- | -- | ---- |
| 4    | Olympique de Marseille | 69  | 38 | 21 | 6  | 11 | 76 | 42 | +34  |
| 5    | AS Saint-Étienne       | 69  | 38 | 19 | 12 | 7  | 51 | 30 | +21  |
| 6    | Girondins de Bordeaux  | 63  | 38 | 17 | 12 | 9  | 47 | 44 | +3   |
| 7    | Montpellier HSC        | 56  | 38 | 16 | 8  | 14 | 46 | 39 | +7   |
| 8    | Lille OSC              | 56  | 38 | 16 | 8  | 14 | 43 | 42 | +1   |
| 9    | Stade rennais          | 50  | 38 | 13 | 11 | 14 | 35 | 42 | -7   |
| 10   | EA Guingamp            | 49  | 38 | 15 | 4  | 19 | 41 | 55 | -14  |

- Barrages de la Ligue Europa 2015-2016

### Coupe de France
La coupe de France 2014-2015 est la 98e édition de la coupe de France, une compétition à élimination directe mettant aux prises les clubs de football amateurs et professionnels à travers la France métropolitaine et les DOM-TOM. Elle est organisée par la FFF et ses ligues régionales. Le tirage au sort qui a lieu le 8 décembre au Carrousel du Louvre n'a pas été clément avec les Pailladins, puisque quelques semaines après s'être rendu au Parc des Princes, ils accueilleront fois le Paris Saint-Germain pour une revanche du seizième de finale de la saison précédente où ils l'avaient emporté deux buts à un. Malheureusement, l'histoire ne se répète pas et les Pailladins chutent lourdement face à des Parisiens en manque de réussite en fin d'année 2014, qui réussisse leur retour à la compétition en s'imposant trois buts à zéro.

### Coupe de la Ligue
La Coupe de la Ligue 2014-2015 est la 21e édition de la Coupe de la Ligue, compétition à élimination directe organisée par la Ligue de football professionnel (LFP) depuis 1994, qui rassemble uniquement les clubs professionnels de Ligue 1, Ligue 2 et National. Depuis 2009, la LFP a instauré un nouveau format de coupe plus avantageux pour les équipes qualifiées pour une coupe d'Europe.
Le tirage des 16e de finale est plutôt clément pour les hommes de Rolland Courbis qui affronteront au stade de la Mosson, l'AC Ajaccien relégué en Ligue 2 la saison précédente. Cependant, les Pailladins réalisent un non-match face aux Corses et vont s'incliner un but à zéro pour leur premier match dans le Stade Altrad, surpris à la 44e minute par Mouaad Madri.

### Matchs officiels de la saison
Le tableau ci-dessous retrace les rencontres officielles jouées par le Montpellier HSC durant la saison. Les buteurs sont accompagnés d'une indication sur la minute de jeu où est marqué le but et, pour certaines réalisations, sur sa nature (penalty ou contre son camp).
| Compétition       | Débute au tour | Place ou tour final | Matches joués | Gagnés | Nuls | Perdus | Buts pour | Buts contre | Différence |
| Ligue 1           | -              | 7e                  | 38            | 16     | 8    | 14     | 46        | 39          | +7         |
| Coupe de France   | 1/32 de finale | 1/32 de finale      | 1             | 0      | 0    | 1      | 0         | 3           | -3         |
| Coupe de la ligue | 1/16 de finale | 1/16 de finale      | 1             | 0      | 0    | 1      | 0         | 1           | -1         |
| Total             | -              | -                   | 40            | 16     | 8    | 16     | 46        | 43          | +3         |

## Joueurs et encadrement technique

### Encadrement technique

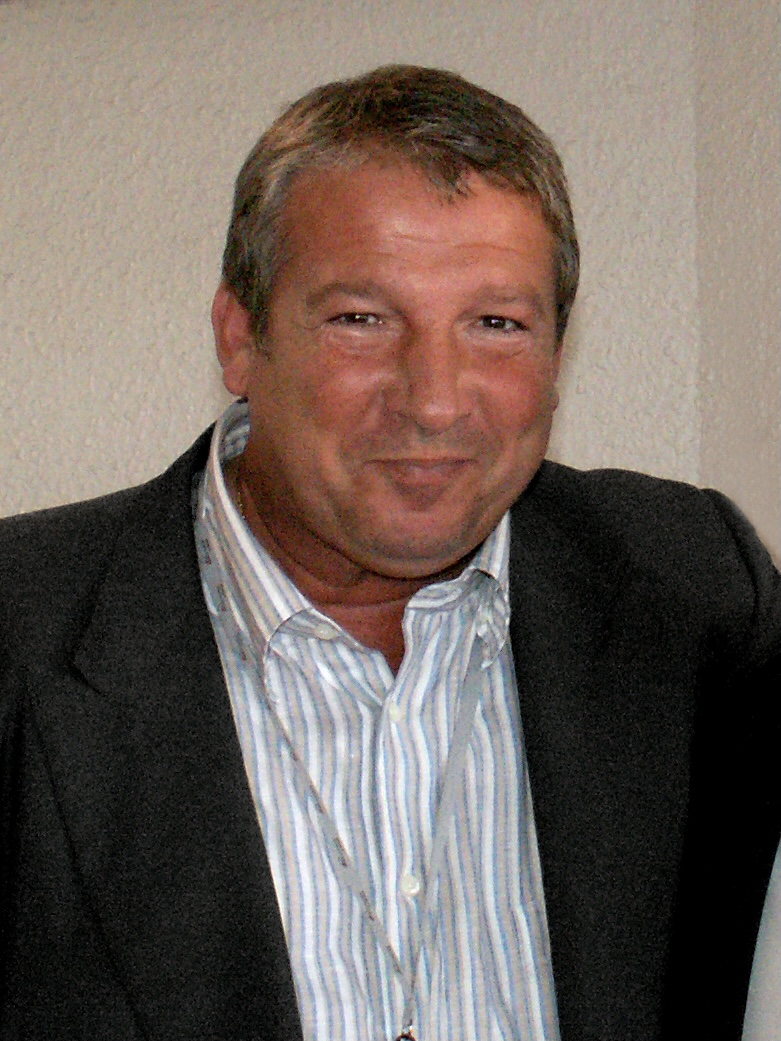
Rolland Courbis, entraîneur du club.

Cet ancien défenseur triple champion de France avec le FC Sochaux et l'AS Monaco fini sa carrière de joueur professionnel au Sporting Toulon Var avant d'en devenir l'entraineur en 1986. Après avoir entrainé de nombreuses équipes françaises, comme les Girondins de Bordeaux, l'Olympique de Marseille ou encore l'AC Ajaccien, il décide de partir pour des destinations plus exotique dans les années 2000. Après un passage aux Émirats arabes unis puis en Russie, il revient à l'AC Ajaccien avant d'arriver en mission sauvetage auprès du Montpellier HSC au bord de la relégation en National. Après avoir restructurer le club et lui avoir permis de retrouver la Ligue 1 il fait une pause dans sa carrière d'entraineur privilégiant sa carrière comme consultant sur RMC. En 2012 il revient au football en tant que sélectionneur du Niger avant de faire un passage éclair au FC Sion pour finalement rebondir à l'USM Alger où il remporte la coupe nationale. Démis de ses fonctions lors de l'été 2013, il est appelé par Louis Nicollin pour remplacer Jean Fernandez le 9 décembre 2013 alors que le Montpellier HSC est 17e du championnat et réussi son pari en maintenant l'équipe en Ligue 1.

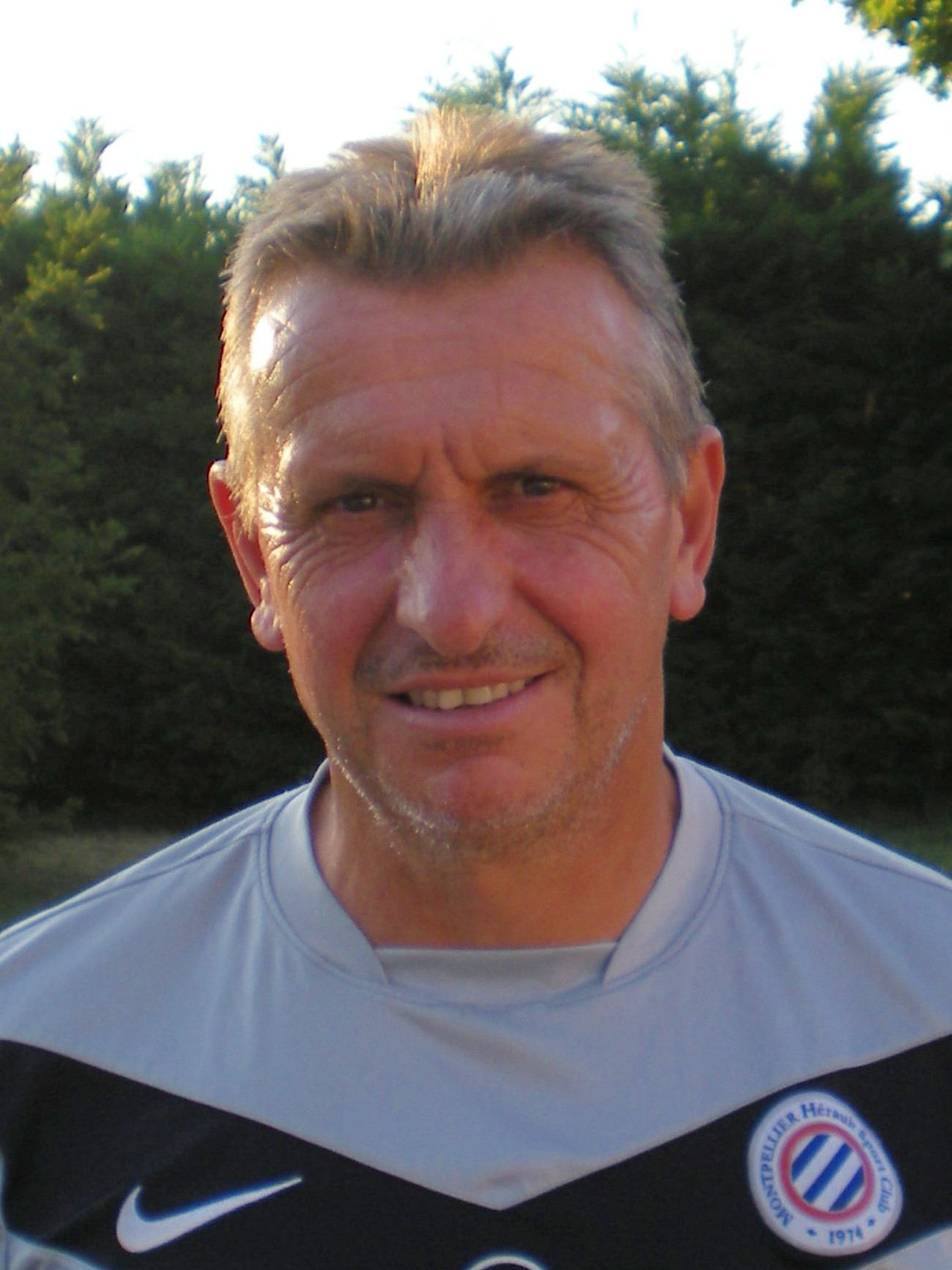
Pascal Baills, un des entraineurs adjoints du club.

Rolland Courbis est assisté lors de cette saison par Pascal Baills, ancien du club en tant que joueur et déjà adjoint de ses prédécesseurs. Pascal Baills est un ancien de la maison, formée au club et joueur pro du MHSC entre 1983 et 1991, puis entre 1995 et 2000, il intègre dès la fin de sa carrière le staff du club en tant qu'entraîneur de la seconde équipe réserve. Il devient alors l'assistant de Michel Mézy en 2001, puis à la suite du licenciement du Gardois, coentraîneur avec Gérard Bernardet et Ghislain Printant avec qui il sauve le club de la relégation. Redevenu adjoint puis entraîneur des benjamins, il attend 2006 pour être à nouveau appelé comme adjoint par Jean-François Domergue. Il est ensuite gardé comme adjoint lors de la passation de pouvoir avec Rolland Courbis en 2008, puis lors de la passation de pouvoir avec René Girard en 2009 et une nouvelle fois lors de la passation de pouvoir avec Jean Fernandez, même si ce dernier amène avec lui un autre adjoint.
L'entraîneur des gardiens est Dominique Deplagne, ancien gardien de but du MHSC, entre 1979 et 1985, il intègre le staff montpelliérain en 1995 comme entraîneur des gardiens de la seconde équipe réserve du club et remporte avec eux le championnat de Division d'Honneur Régionale du Languedoc-Roussillon en 1996 puis la coupe de la ligue du Languedoc-Roussillon en 1997. En 1997, il prend en charge l'entraînement des gardiens du centre de formation, poste qu'il occupe jusqu'en février 2004, formant ainsi des gardiens comme Rudy Riou, Rémy Vercoutre, Jody Viviani, Johann Carrasso ou Geoffrey Jourdren avant de devenir entraîneur adjoint chargé des gardiens au sein de l'équipe première.

### Effectif professionnel
Dans l'effectif professionnel de la saison 2014-2015, pas moins de dix-sept joueurs sont issus du centre de formation du club. Parmi eux, trois sont particulièrement attachés à ce club puisque nés dans la ville de Montpellier, il s'agit de Jonathan Ligali, le troisième gardien du club, de l'international marocain, Abdelhamid El Kaoutari et de l'international tunisien, Jamel Saihi.

### Statistiques individuelles
| Joueur            | Total |
| Anthony Mounier   | 7     |
| Jonas Martin      | 4     |
| Kévin Bérigaud    | 4     |
| Morgan Sanson     | 3     |
| Lucas Barrios     | 3     |
| Bryan Dabo        | 2     |
| Souleymane Camara | 2     |
| Vitorino Hilton   | 1     |
| Siaka Tiéné       | 1     |
| Djamel Bakar      | 1     |
| Paul Lasne        | 1     |
| Joris Marveaux    | 1     |
| Ellyes Skhiri     | 1     |
| Mathieu Deplagne  | 1     |

| Joueur              | Total |
| Lucas Barrios       | 11    |
| Anthony Mounier     | 9     |
| Morgan Sanson       | 6     |
| Kévin Bérigaud      | 4     |
| Souleymane Camara   | 3     |
| Vitorino Hilton     | 3     |
| Siaka Tiéné         | 2     |
| Paul Lasne          | 2     |
| Bryan Dabo          | 2     |
| Víctor Hugo Montaño | 1     |
| Jonas Martin        | 1     |
| Djamel Bakar        | 1     |

## Tactique
| \| Jourdren Deplagne Hilton Congré El Kaoutari Sanson Martin Lasne Camara Mounier Bérigaud · ou · Barrios \| Équipe type de la saison. · D'après les temps de jeu à leur poste. |
| Jourdren Deplagne Hilton Congré El Kaoutari Sanson Martin Lasne Camara Mounier Bérigaud · ou · Barrios                                                                          |

La formation la plus utilisée par le MHSC la saison passée est le 4-2-3-1, pour quatre défenseurs, deux milieux de terrain défensifs ou récupérateurs, trois milieux de terrain à vocation offensive et un attaquant. 

## Aspects juridiques et économiques

### Structure juridique et organigramme
Lors de la saison 2014-2015, le Montpellier Hérault Sport Club est une société anonyme sportive professionnelle (SASP) au capital de 610 000 euros. Cette société est liée par convention à l'association loi de 1901 de l'Association sportive Montpellier Hérault Sport Club qui gère le centre de formation et les équipes amateurs du club. L'association est titulaire du numéro d'affiliation de la Fédération française de football, la SASP possède 100 % du capital.
Le Montpellier HSC est dirigé par un conseil d'administration dont le président est, depuis 1974, Louis Nicollin, ses deux fils, Laurent et Olivier, et l'Association Sportive Montpellier Hérault Sport Club en étant les autres membres.
L'organigramme s'établit comme suit :
| Direction | Administratif | Sportif |
| --- | --- | --- |
| Président : Louis Nicollin Président délégué : Laurent Nicollin Président de l'association : Gilbert Varlot Directeur administratif et financier : Philippe Peybernes Directeur sportif : Bruno Carotti Manager centre de formation : Jean-François Domergue puis Henri Stambouli | Directeur marketing : Benoît Le Quéré Directeur développement : Fabrice Garcia Directeur communication : Pierre Bourdel Responsables sécurité : Pierre-Marie Grappin et Jacques Soares Responsable de la section féminine : Sydney Biton | Entraîneur :Rolland Courbis Entraîneur adjoint : Pascal Baills Entraîneur des gardiens : Dominique Deplagne Directeur du centre de formation : Bruno Lippini Préparateur physique : Stéphane Paganelli |

### Identité visuelle

Logo du MHSC
Saison 2014-2015.

Lors de cette saison, le Montpellier HSC le club présente pour les 40 ans à la tête du club de Louis Nicollin, un logo spécifique pour la saison basé sur le logo traditionnel dans lequel s'imbrique le nombre 40 comme le nombre d'années du patriarche à la tête du club.

### Équipementiers et sponsors
Le Montpellier HSC change régulièrement d’équipementier au cours de son histoire. Le Coq Sportif équipe le club jusqu'en 1981, puis Puma de 1981 à 1987, Duarig de 1987 à 1989 et ensuite Adidas jusqu’en 1995. Le club signe ensuite avec Erima un contrat de trois ans puis retourne chez Adidas en 1999. En 2000, à la suite de la descente en Ligue 2, Montpellier HSC signe un contrat avec Nike à qui il reste fidèle depuis lors. Le club ouvre en 2010, en partenariat avec Nike, son « MHSC Store » dans le centre commercial « Odysseum ».

## Affluence et télévision

### Affluence
Affluence du MHSC à domicile

### Retransmission télévisée
Lors de la saison 2014-2015 de Ligue 1, comme lors de la saison précédente, la Ligue de football professionnel (LFP) a choisi de prendre exemple sur les championnats étrangers et d'étaler les matchs sur les trois jours du week-end et sur plusieurs tranches horaires. Ainsi la journées de championnat débute le vendredi soir à 21h, un match est diffusé samedi à 17h, puis quatre matchs à 19h et un à 21h, enfin un match est diffusé à 14h le dimanche, puis un à 17h et enfin un à 21h.
De plus, l'apparition de nouveaux investisseurs (beIN Sport du groupe Al Jazeera) est venue bouleverser les habitudes des diffuseurs français. Ainsi le groupe Canal+ qui était le diffuseur majoritaire de la Ligue 1 avant 2012 verse désormais 420 millions d'euros de droits télévisuels à la LFP pour les matchs du dimanche soir qui seront à vingt-deux reprises les « plus belles affiches » de la journée, les matchs du samedi à 17h et les magazines footballistiques (Jour de foot, Canal Football Club, une nouvelle émission diffusée le vendredi soir et Total Ligue 1 diffusé le lundi). De son côté la chaine qatarie va débourser 150 millions d'euros pour le match du vendredi soir et du samedi qui seront à seize reprises les plus belles affiches de la journée, les matchs du dimanche à 14h et à 17 h, et les quatre matchs restant le samedi à 19h en offre pay per view.
Les droits télévisés sont versés par la LFP au MHSC au terme de la saison. À une part fixe qui revient de droit à chaque club de l'élite, est ajoutée une partie variable qui est calculée à partir des résultats sportifs et de la notoriété de l'équipe.

## Équipe réserve et équipes de jeunes

### Équipe réserve
L’équipe réserve du Montpellier HSC sert de tremplin vers le groupe professionnel pour les jeunes du centre de formation ainsi que de recours pour les joueurs de retour de blessure ou en manque de temps de jeu. Elle a été reléguée de CFA en fin de saison 2009-2010 provoquant le départ de son entraîneur Ghislain Printant, remplacé à ce poste par Bruno Lippini, qui dirige cette équipe pour la cinquièmee saison consécutive.
Pour la saison 2014-2015, elle évolue dans le Championnat de France Amateur, soit le quatrième niveau de la hiérarchie du football en France. Après une première place obtenue l'année précédente dans le groupe F, l'équipe réserve du MHSC va essayer de se maintenir dans ce qui est l'élite pour une équipe réserve qui ne peut pas monter plus haut. Malheureusement, à une journée de la fin, les hommes de Bruno Lippini sont relégués après une seule saison à ce niveau.
| Rang | Équipe               | Pts | J  | G | N  | P  | Bp | Bc | Diff |
| ---- | -------------------- | --- | -- | - | -- | -- | -- | -- | ---- |
| 12   | AS Lyon-Duchère      | 63  | 30 | 7 | 12 | 11 | 35 | 35 | 0    |
| 13   | US Le Pontet         | 62  | 30 | 7 | 12 | 11 | 36 | 40 | -4   |
| 14   | Hyères FC            | 62  | 30 | 7 | 11 | 12 | 26 | 33 | -7   |
| 15   | Montpellier HSC rés. | 57  | 30 | 6 | 9  | 15 | 31 | 46 | -15  |
| 16   | AS Saint-Priest      | 56  | 30 | 5 | 11 | 14 | 25 | 41 | -16  |

- Relégué en CFA 2

Le tableau suivant liste les matchs de l'équipe réserve du Montpellier HSC.

### Équipe de jeunes
Le Montpellier HSC aligne plusieurs équipes de jeunes dans les championnats départementaux et régionaux. Parmi ces équipes de jeunes, l'équipe des mois de 19 ans participe à deux compétitions majeures, le championnat national des moins de 19 ans et la Coupe Gambardella 2014-2015. L'équipe des mois de 17 ans évolue également en championnat national et échoue à la seconde place de son groupe la privant de phase finale nationale.
| Rang | Équipe             | Pts | J  | G | N | P  | Bp | Bc | Diff |
| ---- | ------------------ | --- | -- | - | - | -- | -- | -- | ---- |
| 9    | Nîmes Olympique    | 55  | 24 | 8 | 7 | 9  | 29 | 28 | +1   |
| 10   | SC Bastia          | 55  | 24 | 9 | 4 | 11 | 36 | 37 | -1   |
| 11   | AC Ajaccien        | 55  | 24 | 9 | 4 | 11 | 35 | 36 | -1   |
| 12   | Montpellier HSC    | 54  | 23 | 9 | 4 | 10 | 39 | 40 | -1   |
| 13   | AS Furiani-Agliani | 31  | 23 | 1 | 5 | 17 | 16 | 77 | -61  |
| 14   | AS Béziers         | 0   | 0  | 0 | 0 | 0  | 0  | 0  | 0    |

| Rang | Équipe          | Pts | J  | G  | N | P | Bp | Bc | Diff |
| ---- | --------------- | --- | -- | -- | - | - | -- | -- | ---- |
| 1    | Toulouse FC     | 83  | 26 | 17 | 6 | 3 | 70 | 24 | +46  |
| 2    | Montpellier HSC | 80  | 26 | 15 | 9 | 2 | 64 | 26 | +38  |
| 3    | SC Bastia       | 72  | 26 | 14 | 4 | 8 | 63 | 37 | +26  |
| 4    | AS Monaco       | 72  | 26 | 13 | 7 | 6 | 70 | 35 | +35  |
| 5    | Nîmes Olympique | 70  | 26 | 13 | 5 | 8 | 48 | 34 | +14  |